# Kamil Stoch
Kamil Wiktor Stoch (* 25. květen 1987, Zakopane) je polský skokan na lyžích. Získal tři zlaté a jednu bronzovou olympijské medaile na zimních olympijských hrách v Soči v roce 2014, a to ze středního a velkého můstku a v roce 2018 na olympijských hrách v Pchjongchangu zvítězil na velkém můstku a obsadil bronzovou pozici s polským týmem. Ve stejném roce triumfoval i ve Světovém poháru. Roku 2013 se stal mistrem světa na velkém můstku na šampionátu ve Val di Fiemme. Na tomto mistrovství získal i dva bronzy z týmové soutěže. Jeho osobním rekordem je skok 251,5 metrů z března 2017 na můstcích v Planici. V roce 2017 byl členem vítězného polského družstva na MS. Zúčastnil se též olympijských her v roce 2006, 2010,2014 a 2018. V letech 2016/2017 a 2017/2018 vyhrál také turnaj čtyř můstků V roce 2019 se stal vicemistrem světa na středním můstku ve vcelku bizarním závodě, kdy prohrál jen se svým krajanem Kubackim, přesto, že oba byli po prvním kole hluboko v poli poražených.
Má ženu Ewu, s kterou se oženil 7. srpna 2010.